# 拉爾國家公園
35°59′06″N 51°58′45″E / 35.9851°N 51.9791°E

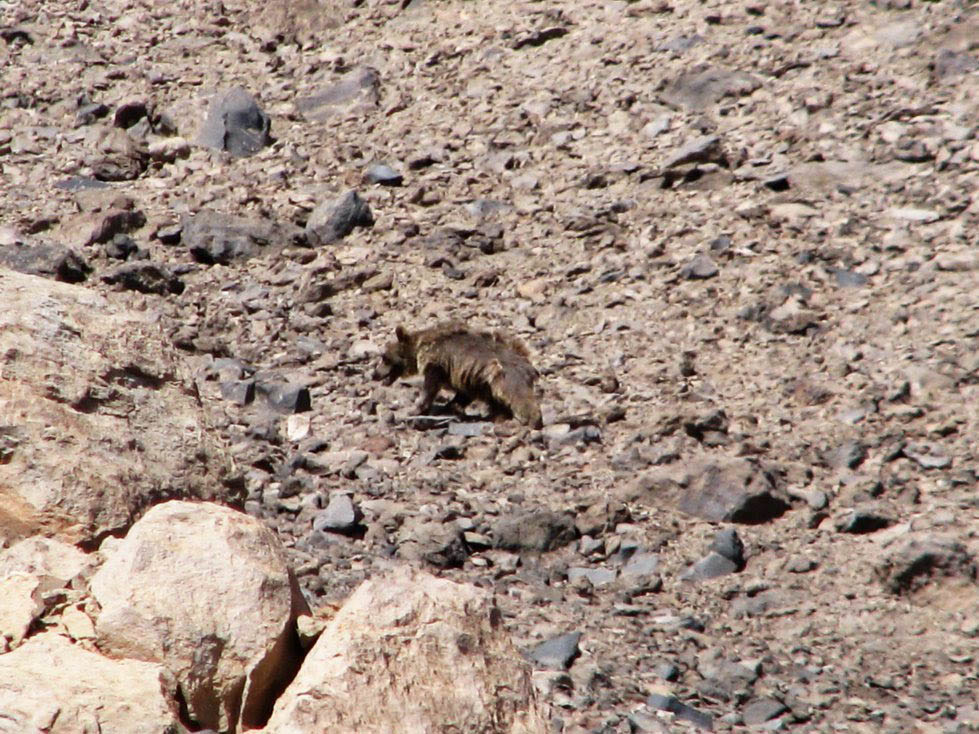

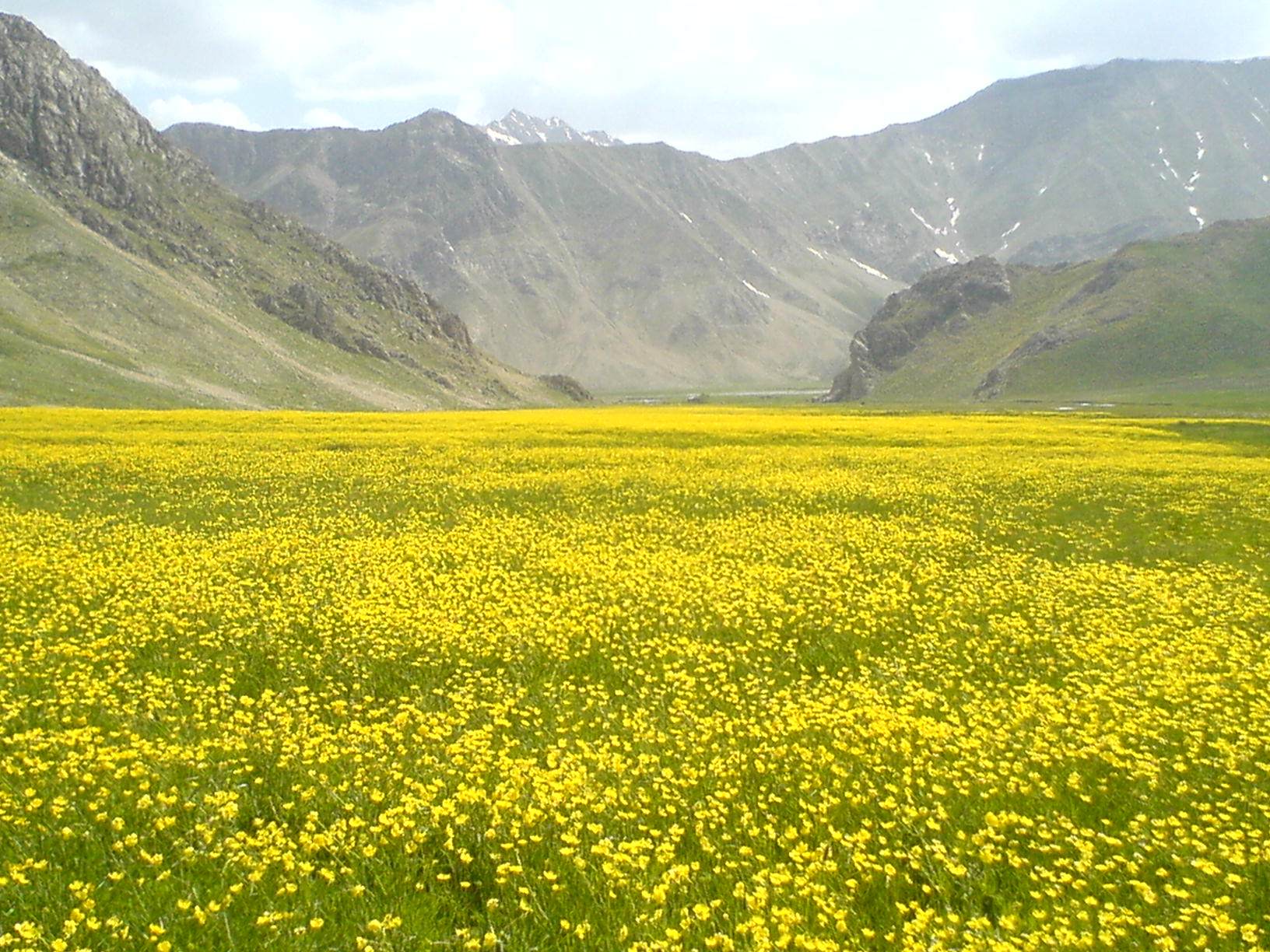

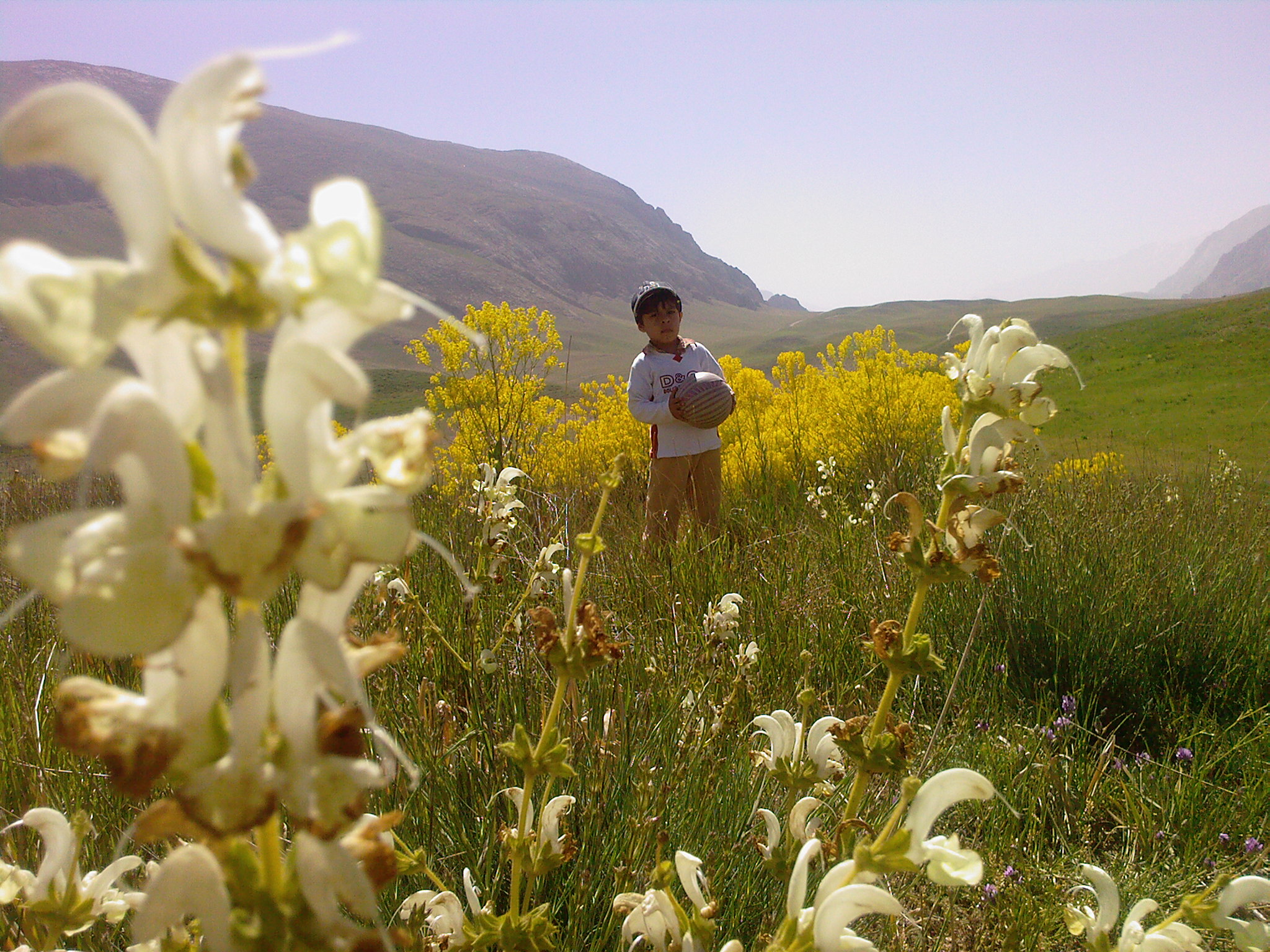

拉爾國家公園是伊朗的國家公園，位於該國北部，橫跨馬贊德蘭省和德黑蘭省，成立於1976年，面積300平方公里，有灰山鶉、鸕鶿、鷺、鵰等野生鳥類棲息。